# Batalla de Hasaka (2016)
La batalla de Al Hasakah de 2016 fue un enfrentamiento ocurrido a mediados de agosto de 2016 en la ciudad siria de Hasaka, entre las milicias kurdas y la Fuerza de Defensa Nacional, una fuerza paramilitar leal al gobierno de Bashar al-Assad.
La batalla tomó notoriedad en los medios al tratarse de la primera vez en toda la guerra civil siria que el bando gubernamental utilizó su aviación militar contra las milicias kurdas.

## Trasfondo y desarrollo
El 16 de agosto de 2016, luego de una pequeña escaramuza, las fuerzas de seguridad kurdas Asayish abrieron fuego contra posiciones de las FDN al noreste de Al Hasakah.
El 17 de agosto, un breve alto el fuego entró en vigor. Sin embargo, en poco tiempo los enfrentamientos se reanudaron y esta vez, según informes, ambos bandos empleaban armas pesadas. También se señaló que ambas partes estaban enviando refuerzos a la ciudad. Mientras tanto, el Ejército sirio capturó el colegio Amal y logró avanzar en áreas de las que los elementos de Asayish se habían retirado.
El 18 de agosto, los combates aún estaban en curso, y se informó de que se habían propagado por toda la ciudad, siendo los mayores enfrentamientos que se producían desde 2015. Se reportó que, por primera vez en la historia de la guerra civil, la Fuerza Aérea bombardeó posiciones kurdas, diez de ellos teniendo como blanco el cuartel de Asayish, cosa que llevó a las milicias kurdas a evacuar a al menos un millar de civiles.
El 19 de agosto, la agencia de noticias Al Masdar informó que los combatientes leales habían avanzado en el centro de la ciudad, capturando el nuevo hospital y partes del área de Marsho. Ese mismo día, algunos medios reportaron que las fuerzas especiales estadounidenses se retiraron de Al Hasakah, aunque la coalición intensificó el patrullaje aéreo para monitorear la situación y proteger a los kurdos. Aun así, EE. UU. negó tener intenciones de establecer una zona de exclusión aérea.
Simultáneamente, se produjeron enfrentamientos en Ghuweran y en al-Nashweh, en donde los kurdos lograron importantes avances, según informó la agencia Hawar.
Temprano en la mañana del 20 de agosto, los combates amainaron mientras se intentaba de nuevo pactar una nueva tregua. El gobernador de la provincia de Hasakah, Muhammed Za’al Al-Ali, pidió a las YPG que detuvieran sus ataques contra las fuerzas gubernamentales, ya que ambas habían luchado contra Daesh y gozaban de una relación positiva. El PYD exigió la retirada de todos los elementos de las FDN, cosa que el gobierno rechazó. Al no llegarse a un acuerdo, los enfrentamientos se reanudaron al mediodía. 
Tras duros combates nocturnos cerca de los barrios de Ghuweran y Nashwa, la calma reinó el 21 de agosto. Sin embargo, horas más tarde, las fuerzas leales al PYD lanzaron una gran ofensiva en la ciudad, asaltando las Villas Rojas, Ghuweran, Nashwa y al-Askari, y produciéndose importantes enfrentamientos con las fuerzas gubernamentales. En el sur, Asayish capturó la Facultad de Economía, pero debió retirarse poco después al ser bombardeados por la artillería siria desde las montañas de Kawkab. La Fuerza Aérea efectuó 30 ataques aéreos sobre posiciones kurdas. Sin embargo, a pesar de los mismos, las fuerzas kurdas se hicieron con buena parte de Ghuweran y continuaron avanzando hasta bien entrada la tarde. Al caer la noche, el combate amainó otra vez.
Al amanecer del 22 de agosto, Asayish atacó Ghuweran mientras las FDN lograron avances en Tal Hajjar, al norte, y en Al-Zuhour, al sur. También se reportaron enfrentamientos en la rotonda al-Basil. Ese mismo día, Al Masdar informó que los kurdos estaban al borde de capturar toda la ciudad, luego de que penetraran en Nashwa y algunas posiciones en la Ciudad del Deporte, importante bastión de las FDN. Horas después, las fuerzas kurdas capturaron la prisión. Para este momento, ya se habían hecho con el 90% de Hasakah.
Finalmente, el 23 de agosto, se pactó un alto al fuego indefinido bajo mediación rusa, estipulándose el control kurdo sobre la ciudad y la retirada del bando leal. Como parte del acuerdo, el Ejército fue expulsado, quedando algunos edificios públicos bajo control de unidades policiales leales a Damasco.

## Reacciones
- Siria — Portavoces del Ejército Árabe Sirio calificaron de correctos los bombardeos y los definieron como represalias contra las YPG e YPJ por una «escalada de provocaciones armadas contra las tropas gubernamentales en Hasaka», y afirmaron que estas son «el brazo armado del Partido de los Trabajadores del Kurdistán»,[36] organización proscrita como terrorista por parte de Siria, Turquía, Estados Unidos y la Unión Europea que actualmente no es parte del conflicto sirio.

- Estados Unidos — El portavoz del Pentágono, Jeff Davis, calificó como «extraña» la respuesta del gobierno, en referencia a los ataques aéreos. Al mismo tiempo, afirmó considerar a las milicias kurdas como aliadas en la lucha contra el Estado Islámico (Dáesh), por lo que EE. UU. tomó acciones de prevención enviando apoyo aéreo de la coalición en la zona para evitar otro hecho de iguales características.[37]

- Kurdistán sirio — El portavoz de las YPG, Redur Xelil, apuntó contra el gobierno y calificó el hecho como «lamentable» y advirtió que las YPG «no se quedará en silencio» ante las hostilidades del bando leal. «Los combates de esta semana en Hasaka entre las milicias kurdas y el gobierno están siendo los más violentos entre ambos en los más de cinco años de guerra civil», lamentó Redur. Asimismo, la milicia emitió un comunicado donde indicaban que «cada mancha de sangre de nuestra gente, haremos que rindan cuentas por todos los medios posibles y disponibles»[38]